# تبلیغات غیرشخصی
تبلیغات غیرشخصی گونه‌ای استفاده از رسانه‌های جمعی است که مستلزم پرداخت هزینه باشد. این گونه تبلیغات که با هدف اطلاع رسانی، متقاعد کردن و یادآوری کالاها یا سازمان توسط فروشنده مورد استفاده قرار می‌گیرد، یکی از ابزارهای بسیار مهم تبلیغات پیشبردی به حساب می‌آید. بازاریابان امریکایی همه ساله مبلغی در حدود ۱۲۵ میلیارد دلار صرف تبلیغات غیر شخصی می‌کنند. تبلیغات غیر شخصی، دارای اشکال گوناگون و موارد استفاده مختلفی است.
تصمیم درباره تبلیغات غیر شخصی، فرایندی پنج مرحله‌ای است. این پنج مرحله عبارتند از: تعیین اهداف، تصمیم درباره بودجه، پیام و رسانه و ارزیابی نتایج آن. تبلیغ کنندگان باید از ابتدا روشن کنند که آیا هدف از انجام تبلیغات، اطلاع رسانی است یا متقاعد کردن یا یادآوری به خریداران. بودجه تبلیغاتی را می‌توان بر اساس استطاعت مالی، درصدی از فروش، برابری با رقبا یا اهداف و انجام کار تعیین کرد. تصمیم راجع به پیام تبلیغاتی مستلزم تهیه و تنظیم چند پیام، ارزیابی آنها و اجرای مؤثر آنها است. تصمیم در خصوص رسانه نیز مستلزم تعیین جمعیت هدف دسترسی، تعداد دفعات پخش، اهداف تأثیر گذاری تبلیغات، انتخاب انواع رسانه‌های اصلی، انتخاب وسایل ناقل و زمانبندی رسانه است. سرانجام، ارزیابی نتایج، ارزیابی میزان تأثیرات برنامه بر ارتباطات و فروش است، قبل از انجام تبلیغات، حین اجرا و پس از انجام آن.